# Wanda Polkowska-Markowska
Wanda Polkowska-Markowska (ur. 20 lipca 1898 w Klińcach gub. czernihowskiej obecnie w Rosji, zm. 29 marca 1958 w Warszawie) – nauczycielka w warszawskich gimnazjach i liceach.

## Życiorys
Urodziła się w rodzinie Wacława Polkowskiego i Marii Marceliny z domu de Lamer (zm. 1935). Miała brata Czesława (1906–1940) i trzy siostry: Zofię po mężu Lisowską (1908–1985), Jadwigę po mężu Dąbrowską oraz Janinę po mężu Czarnecką. Ukończyła ze złotym medalem Gimnazjum Św. Katarzyny w Petersburgu w 1915 roku. Następnie ukończyła 8 klasę pedagogiczną w 1916 roku i otrzymała maturę przy Petersburskim naukowym okręgu, równolegle uczęszczając na Wyższe Kursy Polskie w Petersburgu. W 1918 roku powróciła do Warszawy i rozpoczęła studia na Uniwersytecie Warszawskim. Kontynuowała tu, rozpoczętą w Petersburgu pracę w harcerstwie. Już w 1919 roku kierowała 15 drużyną żeńską i zgłosiła się do sanitarnej służby frontowej. W 1920 roku razem z Jadwigą Falkowską i M. Żbikowską reprezentowały Okręg Stołeczny Żeński na Konferencji Inspektorów Okręgowych w Warszawie. Na koniec studiów przeniosła się na Uniwersytet Poznański, gdzie zakończyła naukę, przedstawiając pracę o Dziejach Zakonu Dobrzyńskiego. opublikowaną w 1926 roku na łamach Roczników Historycznych. W tym samym roku wyszła za mąż za Adama Markowskiego. W okresie od 1928 do 1944 roku pracowała jako nauczycielka geografii szkołach średnich głównie w Gimnazjum Anny Wazówny.
Od lutego 1945 roku rozpoczęła pracę jako nauczycielka w Gimnazjum i Liceum im. Emilii Plater w Zalesiu Dolnym. Po wojnie uczyła w kilku szkołach ogólnokształcących poziomu średniego, a następnie, od 1952 roku objęła obowiązki redaktora podręczników geografii w Państwowych Zakładach Wydawnictw Szkolnych.
Spoczywa na cmentarzu Powązkowskim w Warszawie (kwatera 299a-3-2,3).

## Ordery i odznaczenia
- Złoty Krzyż Zasługi (17 marca 1934)
- Medal Niepodległości (23 grudnia 1933)[10]

## Publikacje
- Z murów św. Katarzyny: księga pamiątkowa b. wychowanek i wychowanków gimnazjum przy kościele świętej Katarzyny w Petersburgu, Tom 1. Nakładem Stowarzyszenia b. Wychowanek i Wychowanków Gimnazjów przy Kościele św. Katarzyny w Petersburgu, 1933. Brak numerów stron w książce
- Wanda Polkowska-Markowska: Wędrówka kamieni. Warszawa: Nasza Księgarnia, 1957. Brak numerów stron w książce